# Архиепархия Эрбиля
Архиепархия Эрбиля (лат. Archieparchia Arbilensis Chaldaeorum) — архиепархия Халдейской католической церкви с центром в иракском городе Эрбиль; численность верующих — около 12,2 тыс. человек.
Учреждена Святым Престолом 7 марта 1968 года.
Ординарии архиепархии:
- архиепископ Стефан Бабака (28.10.1969 — 5.08.1994);
- архиепископ Ханна Мархо (5.08.1994 — 23.10.1996);
- архиепископ Иаков Исхак (7.05.1997 — 4.05.1999);
- архиепископ Иаков Дена Шер (12.01.2001 — 8.01.2005);
  - епископ Раббан Аль-Кас (2007—2010) — апостольский администратор;
- архиепископ Башар Варда (24.05.2010 — по настоящее время).